# Thomas Mancinus

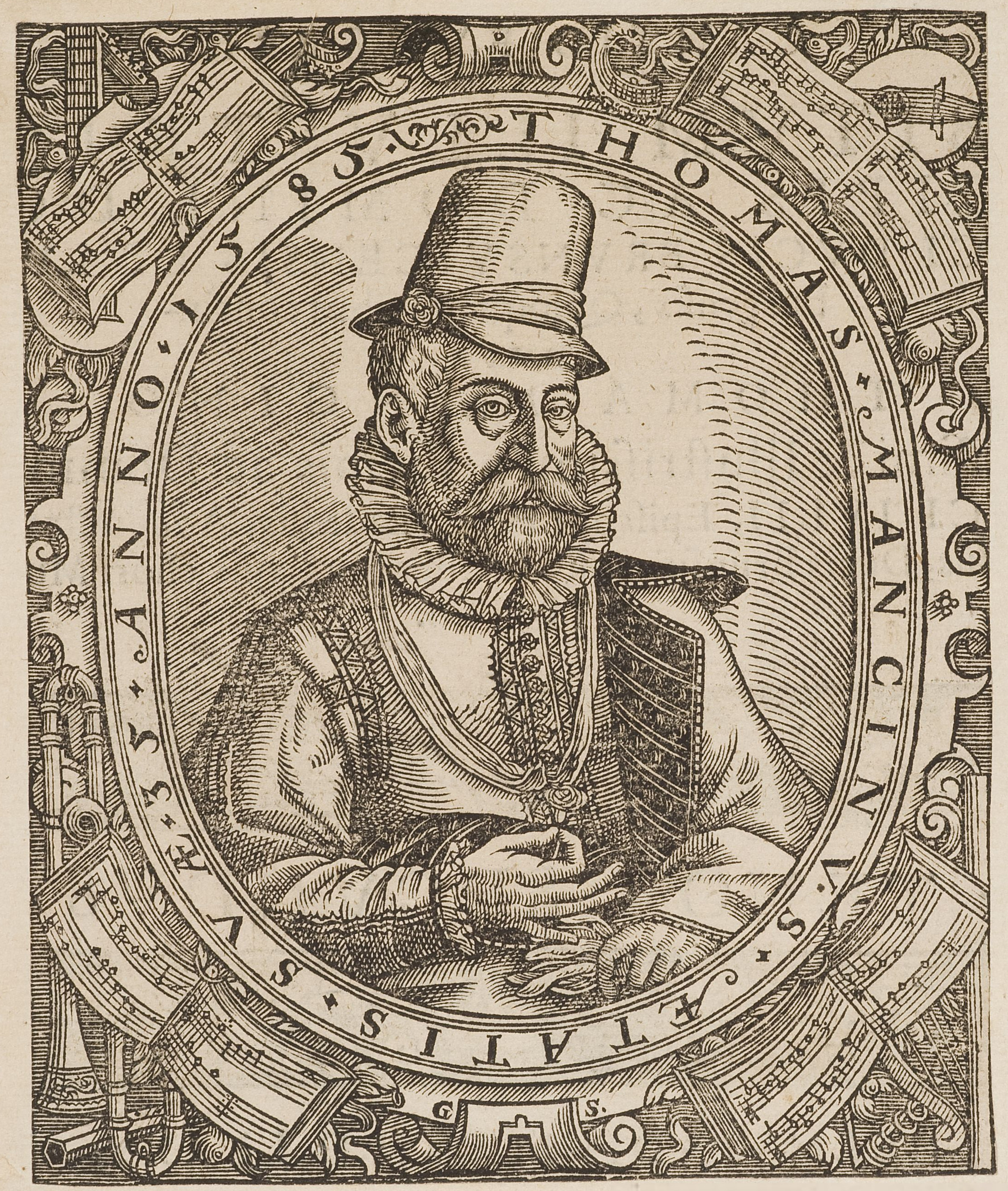
Thomas Mancinus im Alter von 35 Jahren, Stich von Georg Scharffenberg

Thomas Mancinus, auch Thomas Menckin (* 1550 in Schwerin; † um 1612 ebenda), war ein deutscher Komponist und Hofkapellmeister.

## Leben
Nach dem Besuch der Lateinschule immatrikulierte sich Thomas Mancinus 1567 an der Universität Rostock. Thomas Mancinus wurde im Januar 1572 durch Herzog Johann Albrecht von Mecklenburg-Schwerin als Schulkantor bzw. im folgenden Jahr als Nachfolger von Johannes Flamingus als Kapellmeister der heutigen Staatskapelle Schwerin angestellt. Im Februar 1576 berief ihn Herzog Ulrich als Komponist und Kapellmeister nach Güstrow. 
Von 1579 bis 1581 war Mancinus Tenorist in der Hofkapelle in Berlin. Spätestens 1583 trat er in die Dienste des in Gröningen residierenden Bischofs von Halberstadt, des späteren Herzogs Heinrich Julius von Braunschweig-Wolfenbüttel. Im Dezember 1583 wurde er zum Kapellmeister ernannt, diese Stellung in Wolfenbüttel hielt er bis 1604. Unter seiner Leitung vergrößerte sich die Hofkapelle bis 1590 von acht auf 17 Mitglieder, dazu kamen noch 12 Trompeter und Pauker. 
Die beiden Söhne Mancinus waren ebenfalls Mitglieder der Hofkapelle. Mancinus wurde 1604 durch Michael Praetorius abgelöst. Mancinus verwaltete ab 1604 die Bibliothek des Herzogs, die heutige Herzog August Bibliothek.